# Briganti: Amore e libertà
Pour plus de détails, voir Fiche technique et Distribution.
Briganti: Amore e libertà est un film historique italien présenté à la Mostra de Venise 1994. Il est réalisé par Marco Modugno, fils du célèbre chanteur et acteur Domenico. Il met en vedette Claudio Amendola et Monica Bellucci.

## Synopsis
L'histoire commence par un antécédent qui remonte à 1838. Nous sommes dans le royaume des Deux-Siciles, dans un petit village (identifiable comme étant Castelluccio Valmaggiore, dans la province de Foggia) appartenant au fief des barons Sangermano della Foresta. Le bandit Giuseppe Caruso, décidé à vivre une histoire d'amour champêtre avec sa femme Maria, est surpris et tué par Malacarne, un garde-champêtre de la famille Sangermano. Neuf mois plus tard, le même jour, naissent Giovanni, le fils de Maria, et Costanza, héritière de la famille Sangermano, née des amours entre sa mère et son amant, mort en Afrique quelque temps auparavant. La mère de Costanza étant morte en couches, l'enfant est confié à la mère de Giovanni comme nourrice.
Les deux enfants sont ainsi unis par le destin, ils grandissent ensemble et une forte amitié se crée entre eux, qui se transforme en amour. Tous deux, dès leur adolescence, sont découverts en train d'échanger leur premier baiser. Son oncle fait envoyer la jeune fille dans un couvent et condamne Giovanni à la mort de la main de Malacarne, qui entre-temps est devenu un bandit.
Les événements évoluent par la suite : nous sommes en 1860 et le royaume bourbon des Deux-Siciles est conquis et annexé au tout nouveau royaume d'Italie. Les couvents ayant été pris d'assaut par les Piémontais, Costanza ne peut plus devenir religieuse et retourne dans la maison de son père. Dans la maison désormais délabrée, elle trouve son beau-père couché sur son lit de mort. Son cœur est toujours lié à Giovanni, qui s'était entre-temps engagé dans l'armée des Bourbons, mais qui a ensuite rejoint un groupe de rebelles pro-Bourbon. Ce groupe est dirigé par Frappeste, engagé dans une guérilla sans espoir contre Garibaldi et les troupes piémontaises (les « brigands » du titre).
Lorsqu'il apprend que Costanza a quitté le monastère, Giovanni revient la chercher et l'entente entre eux se ravive. Après une série de péripéties qui voient Costanza s'engager dans un mariage d'intérêt qui ne dure qu'un jour, et le massacre final de la bande de brigands par une patrouille de l'armée italienne, Giovanni parvient à se sauver et se réfugier avec Costanza dans les États pontificaux, alors non encore conquis par les troupes italiennes, avant de s'embarquer pour la France, encore impériale quelques années avant l'avènement de la Troisième République et les massacres des communes insurrectionnelles en France en 1870-1871.

## Fiche technique
- Titre original italien : Briganti: Amore e libertà[1]
- Réalisateur : Marco Modugno
- Scénario : Marco Modugno, Furio Scarpelli
- Photographie : Claudio Collepiccolo
- Montage : Carla Simoncelli (it)
- Musique : Fabio Nuzzolese, Oscar Prudente (it)
- Décors : Gianni Silvestri
- Costumes : Francesca Livia Sartori
- Production : Claudio Bonivento
- Sociétés de production : Reteitalia
- Pays de production :  Italie
- Langue originale : italien
- Format : Couleur
- Durée : 95 minutes
- Genre : Film historique
- Dates de sortie :
  - Italie : 1994 (visa délivré le 28 avril 1994[1])

## Distribution
- Claudio Amendola : Giovanni
- Monica Bellucci : Costanza
- Ricky Memphis : Frappeste
- Tony Sperandeo : Malacarne
- Francesca Antonelli : Maria, mère de Giovanni
- Nicola Di Pinto : Gennaro Lo Turco
- Donald O'Brien : Baron
- Benedetto Fanna : oncle Rinaldo
- Pinuccio Ardia : Onesimo
- Marcello Modugno : Brucapaese
- Giovanni Cianfriglia : Oncle Peppe
- Daniele Ferretti : Capasecca
- Alessandro Tiberi : Giovanni à 12 ans
- Lucia Batassa : mère supérieure
- Santo Bellina : sergent des bersaglieri
- Elio Cesari : la secrétaire de mairie
- Filippo Conti : Rinaldo à 7 ans
- Milly Corinaldi : la sage-femme
- Anna Cuomo Fantesca
- Maurizio Di Carmine : Gualtieri
- Maria Cristina Heller : Sœur Immaculata